# مايكل ويلفورد
مايكل ويلفورد (بالإنجليزية: Michael Wilford) هو مهندس معماري وأستاذ جامعي بريطاني، ولد في 9 سبتمبر 1938 في هارتفيلد ‏ في المملكة المتحدة.